# Демидась Григорій Ілліч
Григо́рій Іллі́ч Демида́сь (* 17 квітня 1953) — український вчений-агроном, доктор сільськогосподарських наук, 2006 — професор, нагороджений відзнакою «Відмінник освіти України».
Входить до складу спеціалізованої вченої ради Вінницького національного державного аграрного університету та Національного університету біоресурсів і природокористування України — по захисту докторських та кандидатських дисертацій.

## З біографії
В 1972 році закінчив Комаргородський сільськогосподарський технікум. У 1972–1974 роках — агроном, колгосп «Думка Леніна», Митків, Гайсинський район, по тому 2 роки служив в радянській армії. Закінчив 1980 року київську Українську сільськогосподарську академію, в якій по закінченні навчання й працював.
1987 — кандидат сільськогосподарських наук, робота «Агрофізіологічна оцінка продуктивності озимих та ярових хрестоцвітих культур та їх сумішей з іншими кормовими культурами при пожнивному вирощуванні в умовах південної частини Полісся України».
2003 року захищає докторську дисертацію: «Агротехнічне обґрунтування та розробка заходів підвищення кормової продуктивності основних і проміжних посівів кормових культур в Лісостепу України».
Його авторству належить більше 150 наукових публікацій, є співавтором 2 підручників, 6 навчальних посібників та 3 монографій.
Належить до групи розробників галузевих стандартів освіти, ДСТУ та СОУ.
Входить до складу спеціалізованої вченої ради Вінницького національного державного аграрного університету та Національного університету біоресурсів і природокористування України — по захисту докторських та кандидатських дисертацій.
Декан агрономічного факультету, професор кафедри рослинництва і кормовиробництва Національного університету природокористування та біоресурсів України.
Розробив та довів на практиці першу в Україні схему вирощування кормових культур, пристосовану для Південного Лісостепу і Полісся: основних, післяжнивних, післяукісних, проміжних, ранньовесняних — з метою забезпечення тваринництва високобілковими кормами від ранньої весни до пізньої осені.
Як педагог підготував 2 кандидати наук.